# Poissy-Nord (tổng)
Tổng Poissy-Nord là một tổng của Pháp, tọa lạc tại tỉnh Yvelines trong vùng Île-de-France của Pháp.

## Phân chia hành chính
Tổng Poissy-Nord bao gồm 4 xã:
- Carrières-sous-Poissy: 13 472 dân,
- Médan: 1 393 dân,
- Poissy, một phần của xã: 22 788 dân (thủ phủ của tổng),
- Villennes-sur-Seine: 4 790 dân.